# Hello from Mars
"Hello From Mars"(em português: "Olá de Marte") foi a canção da Letónia no Festival Eurovisão da Canção 2003 que teve lugar em Riga, capital da Letónia em 24 de maio desse ano.
A referida canção foi interpretada em inglês pela banda F.L.Y.. Foi a vigésima primeira canção a ser interpretada na noite do festival, a seguir à canção da Polónia "Keine Grenzen-Żadnych granic" cantada pela banda Ich Troje e antes da canção belga "Sanomi", interpretada pela banda Urban Trad. A canção letã terminou em 24.º lugar, tendo recebido um total de 5 pontos (todos curiosamente fornecidos por outro país báltico, a Estónia). No ano seguinte, a Letónia fez-se representar por Fomins & Kleins que interpretaram o tema "Dziesma par laimi".

## Autores
- Letrista: Mārtiņš Freimanis, Lauris Reiniks
- Compositor: Mārtiņš Freimanis, Lauris Reiniks

## Letra
A letra é um pouco obscura, todavia a canção parece ser uma canção de amor, na qual o par de amantes se recordam do modo como eles se conheceram. O exato momento do seu encontro pareve mudar a canção, com o coro estando presente ou futuro presente ("Cause this is gonna be/The day that we will meet"), enquanto as linhas de abertura falam sobre "O dia em que tu me viste a chorar"), implicando uma situação passada tensa. O título da canção está nas últimas linhas do coro "When heaven comes so down to earth/To say hello from Mars".